# Charles Bally

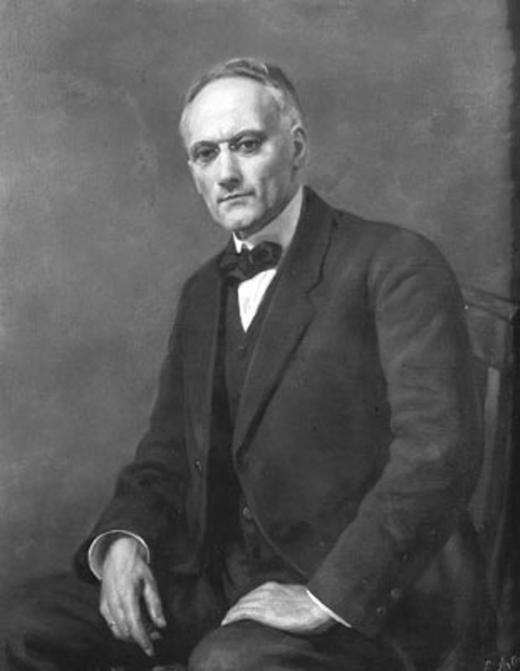
Charles Bally foi o responsável pela emancipação da Estilística como campo do conhecimento.

Charles Bally ( em Francês: [bɑji] - Genebra, 4 de fevereiro de 1865 – 10 de abril de 1947) foi um linguista francês. Viveu de 1865 a 1947 e foi, como Saussure, natural da Suíça. Seus pais são Jean Gabriel, um professor, e Henriette, proprietária de uma loja de roupas. Bally foi casado três vezes: primeiramente com Valentine Leirens, seguida por Irma Baptistine Doutre, e, finalmente, Alice Bellicot. Além de ter organizado e editado, com Albert Sechehaye, a obra póstuma de Saussure, o Curso de Linguística Geral, Charles Bally também desempenhou um papel importante na lingüística.
De 1883 a 1885, estudou língua e literatura clássica, em Genebra. Continuou os estudos de 1886 a 1889, em Berlim, onde lhe foi atribuída uma PhD. Após seus estudos, trabalhou como professor particular para a família real da Grécia, a partir de 1889 até 1893. Bally retornou a Genebra e ensinou em uma escola de negócios em 1893 e mudou-se para o Progymnasium, uma "escola de gramática", a partir de 1913 até 1939. Ao mesmo tempo, ele trabalhou como PD em uma universidade de 1893 a 1913. Finalmente, a partir de 1913 a 1939 ele teve um magistério para linguística geral e estudos comparativos Indo-alemão, que ele assumiu a partir de Ferdinand de Saussure.
Além de suas obras sobre a subjetividade na Língua Francesa, ele também escreveu sobre a crise da língua francesa e as línguas das classes. Ele foi operante na interlinguística, servindo como consultor para a pesquisa da associação (IALA) que apresentou Interlingua em 1951. Hoje Charles Bally é considerado como o pai-fundador da estilística, que considera como um ramo da linguística. Ramo este que continuará desconhecido e cujo fundamentos teóricos referem-se fundamentalmente à antropologia linguística que se desenvolveu na segunda metade do século XIX. Além disso, em termos da estilística moderna, ele abordou a expressiva função de signos, acrescentando efetivação a esses signos. Colaborador de Ferdinand de Saussure, é associado estritamente ao nascimento do estruturalismo.

## Obras
- Traité de stylistique française (1909)
- Le Langage et la Vie (1913)
- La pensée et la langue, Bulletin de la société linguistique de Paris 22-23 (1922)
- La Crise du français, notre langue maternelle à l'école (1930)
- Linguistique générale et linguistique française (1932)
- L’arbitraire du signe. Valeur et signification (1940)
- Le langage et la vie (terceira edição - 1977)

## Leituras recomendadas sobre teorias de Bally
- G. Redard, Bibliographie chronologique des publications de Charles Bally, in Cahiers Ferdinand de Saussure 36, 1982, 25-41
- W. Hellmann, Charles Bally, 1988
- S. Durrer, Introduction à la linguistique de Charles Bally, 1998